# Tournoi de tennis de Gênes
Le tournoi de Gênes est un tournoi international de tennis professionnel masculin du circuit ATP créé en 1987 qui se déroule sur terre battue. Il succède en 1990 au tournoi de tennis de Bari et disparaît après l'édition 1993 au profit du tournoi de tennis de Sankt Pölten.
En 1982, un tournoi du circuit World Championship Tennis est organisé à Gênes.
Le tournoi revient au calendrier du circuit Challenger en 2003. Avec une dotation de 127 000 €, il fait partie des tournois les plus dotés du circuit secondaire de l'ATP. Il se joue habituellement au mois de septembre, pendant la 2e semaine de l'US Open.

## Faits marquants
En 2017, le tournoi est le témoin de l'éclosion de Stéfanos Tsitsipás qui remporte à 19 ans son 1er titre professionnel en Challenger.

## Palmarès messieurs

### Simple
| No | Date       | Nom et lieu du tournoi                        | Catégorie                                | Dotation                                 | Surface                                  | Vainqueur                                | Finaliste                                | Score                                    |                                          |
| -- | ---------- | --------------------------------------------- | ---------------------------------------- | ---------------------------------------- | ---------------------------------------- | ---------------------------------------- | ---------------------------------------- | ---------------------------------------- | ---------------------------------------- |
| 1  | 22-02-1982 | WCT Bitti Bergamo Memorial Tournament, Gênes  |                                          | 300 000 $                                | Moquette (int.)                          | Ivan Lendl                               | Vitas Gerulaitis                         | 6-7, 6-4, 6-4, 6-3                       |                                          |
|    | 1983-1989  | Pas de tournoi                                | Pas de tournoi                           | Pas de tournoi                           | Pas de tournoi                           | Pas de tournoi                           | Pas de tournoi                           | Pas de tournoi                           | Pas de tournoi                           |
| 2  | 18-06-1990 | IP Cup, Gênes                                 | World Series                             | 225 000 $                                | Terre (ext.)                             | Ronald Agenor                            | Tarik Benhabiles                         | 3-6, 6-4, 6-3                            |                                          |
| 3  | 17-06-1991 | IP Cup, Gênes                                 | World Series                             | 225 000 $                                | Terre (ext.)                             | Carl-Uwe Steeb                           | Jordi Arrese                             | 6-3, 6-4                                 |                                          |
| 4  | 15-06-1992 | IP Cup, Gênes                                 | World Series                             | 235 000 $                                | Terre (ext.)                             | Andreï Medvedev                          | Guillermo Pérez Roldán                   | 6-3, 6-4                                 |                                          |
| 5  | 14-06-1993 | IP Cup, Gênes                                 | World Series                             | 275 000 $                                | Terre (ext.)                             | Thomas Muster                            | Magnus Gustafsson                        | 7-63, 6-4                                |                                          |
|    | 1994-2002  | Pas de tournoi                                | Pas de tournoi                           | Pas de tournoi                           | Pas de tournoi                           | Pas de tournoi                           | Pas de tournoi                           | Pas de tournoi                           | Pas de tournoi                           |
| 6  | 02-09-2003 | Genoa Open Challenger Fondation Carige, Gênes | Challenger                               | 25 000 €                                 | Terre (ext.)                             | Óscar Hernández                          | Vincenzo Santopadre                      | 6-2, 6-2                                 |                                          |
| 7  | 06-09-2004 | Genoa Open Challenger Fondation Carige, Gênes | Challenger                               | 25 000 €                                 | Terre (ext.)                             | Juan Antonio Marín                       | Edgardo Massa                            | 7-5, 6-2                                 |                                          |
| 8  | 05-09-2005 | Genoa Open Challenger Fondation Carige, Gênes | Challenger                               | 21 250 € +H                              | Terre (ext.)                             | Potito Starace                           | Flavio Cipolla                           | 6-3, 7-63                                |                                          |
| 9  | 04-09-2006 | Genoa Open Challenger Fondation Carige, Gênes | Challenger                               | 21 250 € +H                              | Terre (ext.)                             | Gorka Fraile                             | Potito Starace                           | 6-4, 3-6, 6-4                            |                                          |
| 10 | 03-09-2007 | Genoa Open Challenger, Gênes                  | Challenger                               | 21 250 € +H                              | Terre (ext.)                             | Flavio Cipolla                           | Gianluca Naso                            | 6-2, 64-7, 7-5                           |                                          |
| 11 | 01-09-2008 | Genoa Open Challenger, Gênes                  | Challenger                               | 30 000 € +H                              | Terre (ext.)                             | Fabio Fognini                            | Gianluca Naso                            | 6-4, 6-3                                 |                                          |
| 12 | 07-09-2009 | AON Open Challenger, Gênes                    | Challenger                               | 85 000 € +H                              | Terre (ext.)                             | Alberto Martín                           | Carlos Berlocq                           | 6-3, 6-3                                 |                                          |
| 13 | 06-09-2010 | AON Open Challenger, Gênes                    | Challenger                               | 85 000 € +H                              | Terre (ext.)                             | Fabio Fognini                            | Potito Starace                           | 6-4, 6-1                                 |                                          |
| 14 | 05-09-2011 | AON Open Challenger, Gênes                    | Challenger                               | 85 000 € +H                              | Terre (ext.)                             | Martin Kližan                            | Leonardo Mayer                           | 6-3, 6-1                                 |                                          |
| 15 | 03-09-2012 | AON Open Challenger, Gênes                    | Challenger                               | 85 000 € +H                              | Terre (ext.)                             | Albert Montañés                          | Tommy Robredo                            | 6-4, 6-1                                 |                                          |
| 16 | 02-09-2013 | AON Open Challenger, Gênes                    | Challenger                               | 85 000 € +H                              | Terre (ext.)                             | Dustin Brown                             | Filippo Volandri                         | 7-65, 6-3                                |                                          |
| 17 | 03-09-2014 | AON Open Challenger, Gênes                    | Challenger                               | 85 000 € +H                              | Terre (ext.)                             | Albert Ramos-Viñolas                     | Mate Delić                               | 6-1, 7-5                                 |                                          |
| 18 | 07-09-2015 | AON Open Challenger, Gênes                    | Challenger                               | 106 500 € +H                             | Terre (ext.)                             | Nicolás Almagro                          | Marco Cecchinato                         | 61-7, 6-1, 6-4                           |                                          |
| 19 | 05-09-2016 | AON Open Challenger, Gênes                    | Challenger                               | 106 500 € +H                             | Terre (ext.)                             | Jerzy Janowicz                           | Nicolás Almagro                          | 7-65, 6-4                                |                                          |
| 20 | 04-09-2017 | AON Open Challenger, Gênes                    | Challenger                               | 127 000 € +H                             | Terre (ext.)                             | Stéfanos Tsitsipás                       | Guillermo García López                   | 7-5, 7-62                                |                                          |
| 21 | 03-09-2018 | AON Open Challenger, Gênes                    | Challenger                               | 127 000 € +H                             | Terre (ext.)                             | Lorenzo Sonego                           | Dustin Brown                             | 6-2, 6-1                                 |                                          |
| 22 | 02-09-2019 | AON Open Challenger, Gênes                    | Challenger                               | 137 560 €                                | Terre (ext.)                             | Lorenzo Sonego                           | Alejandro Davidovich Fokina              | 6-2, 4-6, 7-66                           |                                          |
|    | 2020-2021  | Éditions annulées (pandémie de Covid-19)      | Éditions annulées (pandémie de Covid-19) | Éditions annulées (pandémie de Covid-19) | Éditions annulées (pandémie de Covid-19) | Éditions annulées (pandémie de Covid-19) | Éditions annulées (pandémie de Covid-19) | Éditions annulées (pandémie de Covid-19) | Éditions annulées (pandémie de Covid-19) |
| 23 | 19-09-2022 | AON Open Challenger, Gênes                    | Challenger                               | 134 920 €                                | Terre (ext.)                             | Thiago Monteiro                          | Andrea Pellegrino                        | 6-1, 7-62                                |                                          |
| 24 | 04-09-2023 | AON Open Challenger, Gênes                    | Challenger                               | 145 000 €                                | Terre (ext.)                             | Thiago Seyboth Wild                      | Fabio Fognini                            | 6-2, 7-33                                |                                          |
| 24 | 02-09-2024 | AON Open Challenger, Gênes                    | Challenger                               | 148 000 €                                | Terre (ext.)                             | Francesco Passaro                        | Jaume Munar                              | 7-5, 6-3                                 |                                          |

### Double
| No | Date       | Nom et lieu du tournoi                        | Catégorie                                | Dotation                                 | Surface                                  | Vainqueurs                               | Finalistes                               | Score                                    |                                          |
| -- | ---------- | --------------------------------------------- | ---------------------------------------- | ---------------------------------------- | ---------------------------------------- | ---------------------------------------- | ---------------------------------------- | ---------------------------------------- | ---------------------------------------- |
| 1  | 22-02-1982 | WCT Bitti Bergamo Memorial Tournament, Gênes  |                                          | 300 000 $                                | Moquette (int.)                          | Pavel Složil Tomáš Šmíd                  | Mike Cahill Buster Mottram               | 6-7, 7-5, 6-3                            |                                          |
|    | 1983-1989  | Pas de tournoi                                | Pas de tournoi                           | Pas de tournoi                           | Pas de tournoi                           | Pas de tournoi                           | Pas de tournoi                           | Pas de tournoi                           | Pas de tournoi                           |
| 2  | 18-06-1990 | IP Cup, Gênes                                 | World Series                             | 225 000 $                                | Terre (ext.)                             | Tomás Carbonell Udo Riglewski            | Cristiano Caratti Federico Mordegan      | 7-6, 7-6                                 |                                          |
| 3  | 17-06-1991 | IP Cup, Gênes                                 | World Series                             | 225 000 $                                | Terre (ext.)                             | Marcos Górriz Alfonso Mora               | Massimo Ardinghi Massimo Boscatto        | 5-7, 7-5, 6-3                            |                                          |
| 4  | 15-06-1992 | IP Cup, Gênes                                 | World Series                             | 235 000 $                                | Terre (ext.)                             | Shelby Cannon Greg Van Emburgh           | Paul Haarhuis Mark Koevermans            | 6-1, 6-1                                 |                                          |
| 5  | 14-06-1993 | IP Cup, Gênes                                 | World Series                             | 275 000 $                                | Terre (ext.)                             | Sergio Casal Emilio Sánchez              | Mark Koevermans Greg Van Emburgh         | 6-3, 7-6                                 |                                          |
|    | 1994-2002  | Pas de tournoi                                | Pas de tournoi                           | Pas de tournoi                           | Pas de tournoi                           | Pas de tournoi                           | Pas de tournoi                           | Pas de tournoi                           | Pas de tournoi                           |
| 6  | 02-09-2003 | Genoa Open Challenger Fondation Carige, Gênes | Challenger                               | 25 000 €                                 | Terre (ext.)                             | Daniele Bracciali Vincenzo Santopadre    | Daniele Giorgini Potito Starace          | 6-3, 6-2                                 |                                          |
| 7  | 06-09-2004 | Genoa Open Challenger Fondation Carige, Gênes | Challenger                               | 25 000 €                                 | Terre (ext.)                             | Emilio Benfele Álvarez Álex López Morón  | Massimo Bertolini Tom Vanhoudt           | 6-3, 6-4                                 |                                          |
| 8  | 05-09-2005 | Genoa Open Challenger Fondation Carige, Gênes | Challenger                               | 21 250 € +H                              | Terre (ext.)                             | Leonardo Azzaro Sergio Roitman           | Marco Pedrini Andrea Stoppini            | 6-1, 6-4                                 |                                          |
| 9  | 04-09-2006 | Genoa Open Challenger Fondation Carige, Gênes | Challenger                               | 21 250 € +H                              | Terre (ext.)                             | Adriano Biasella Marcelo Charpentier     | Jamie Delgado Jamie Murray               | 6-4, 4-6, [13-11]                        |                                          |
| 10 | 03-09-2007 | Genoa Open Challenger, Gênes                  | Challenger                               | 21 250 € +H                              | Terre (ext.)                             | Daniele Giorgini Simone Vagnozzi         | Simone Bolelli Flavio Cipolla            | 6-3, 6-1                                 |                                          |
| 11 | 01-09-2008 | Genoa Open Challenger, Gênes                  | Challenger                               | 30 000 € +H                              | Terre (ext.)                             | Gianluca Naso Walter Trusendi            | Walter Trusendi Domenico Vicini          | 6-2, 7-62                                |                                          |
| 12 | 07-09-2009 | AON Open Challenger, Gênes                    | Challenger                               | 85 000 € +H                              | Terre (ext.)                             | Daniele Bracciali Alessandro Motti       | Amir Hadad Harel Levy                    | 6-4, 6-2                                 |                                          |
| 13 | 06-09-2010 | AON Open Challenger, Gênes                    | Challenger                               | 85 000 € +H                              | Terre (ext.)                             | Andre Begemann Martin Emmrich            | Brian Battistone Andreas Siljeström      | 1-6, 7-63, [10-7]                        |                                          |
| 14 | 05-09-2011 | AON Open Challenger, Gênes                    | Challenger                               | 85 000 € +H                              | Terre (ext.)                             | Dustin Brown Horacio Zeballos            | Jordan Kerr Travis Parrott               | 6-2, 7-5                                 |                                          |
| 15 | 03-09-2012 | AON Open Challenger, Gênes                    | Challenger                               | 85 000 € +H                              | Terre (ext.)                             | Andre Begemann Martin Emmrich            | Dominik Meffert Philipp Oswald           | 6-3, 6-1                                 |                                          |
| 16 | 02-09-2013 | AON Open Challenger, Gênes                    | Challenger                               | 85 000 € +H                              | Terre (ext.)                             | Daniele Bracciali Oliver Marach          | Marin Draganja Mate Pavić                | 6-3, 2-6, [11-9]                         |                                          |
| 17 | 03-09-2014 | AON Open Challenger, Gênes                    | Challenger                               | 85 000 € +H                              | Terre (ext.)                             | Daniele Bracciali Potito Starace         | Frank Moser Alexander Satschko           | 6-3, 6-4                                 |                                          |
| 18 | 07-09-2015 | AON Open Challenger, Gênes                    | Challenger                               | 106 500 € +H                             | Terre (ext.)                             | Guillermo Durán Horacio Zeballos         | Andrea Arnaboldi Alessandro Giannessi    | 7-5, 6-4                                 |                                          |
| 19 | 05-09-2016 | AON Open Challenger, Gênes                    | Challenger                               | 106 500 € +H                             | Terre (ext.)                             | Julio Peralta Horacio Zeballos           | Aliaksandr Bury Andrei Vasilevski        | 6-4, 6-3                                 |                                          |
| 20 | 04-09-2017 | AON Open Challenger, Gênes                    | Challenger                               | 127 000 € +H                             | Terre (ext.)                             | Tim Pütz Jan-Lennard Struff              | Guido Andreozzi Ariel Behar              | 7-65, 7-68                               |                                          |
| 21 | 03-09-2018 | AON Open Challenger, Gênes                    | Challenger                               | 127 000 € +H                             | Terre (ext.)                             | Kevin Krawietz Andreas Mies              | Martin Kližan Filip Polášek              | 6-2, 3-6, [10-2]                         |                                          |
| 22 | 02-09-2019 | AON Open Challenger, Gênes                    | Challenger                               | 137 560 €                                | Terre (ext.)                             | Ariel Behar Gonzalo Escobar              | Guido Andreozzi Andrés Molteni           | 3-6, 6-4, [10-3]                         |                                          |
|    | 2020-2021  | Éditions annulées (pandémie de Covid-19)      | Éditions annulées (pandémie de Covid-19) | Éditions annulées (pandémie de Covid-19) | Éditions annulées (pandémie de Covid-19) | Éditions annulées (pandémie de Covid-19) | Éditions annulées (pandémie de Covid-19) | Éditions annulées (pandémie de Covid-19) | Éditions annulées (pandémie de Covid-19) |
| 23 | 19-09-2022 | AON Open Challenger, Gênes                    | Challenger                               | 134 920 €                                | Terre (ext.)                             | Dustin Brown Andrea Vavassori            | Roman Jebavý Adam Pavlásek               | 6-2, 6-2                                 |                                          |
| 24 | 04-09-2023 | AON Open Challenger, Gênes                    | Challenger                               | 145 000 €                                | Terre (ext.)                             | Giovanni Oradini Lorenzo Rottoli         | Ivan Sabanov Matej Sabanov               | 6-4, 6-3                                 |                                          |
| 24 | 02-09-2024 | AON Open Challenger, Gênes                    | Challenger                               | 148 000 €                                | Terre (ext.)                             | Benjamin Hassan David Vega Hernández     | Romain Arneodo Théo Arribagé             | 6-4, 7-5                                 |                                          |